# As Casas da Veiga
As Casas da Veiga es un lugar situado en la parroquia de Villar de Santos, del municipio español de Villar de Santos, en la provincia de Orense, Galicia.

## Demografía
| Gráfica de evolución demográfica de As Casas da Veiga entre 2000 y 2023 |
|                                                                         |
| Datos según el nomenclátor publicado por el INE.                        |